# Chionaema tristigmalis
Chionaema tristigmalis är en fjärilsart som beskrevs av Embrik Strand 1917. Chionaema tristigmalis ingår i släktet Chionaema och familjen björnspinnare. Inga underarter finns listade i Catalogue of Life.